# Chiesa dei Santi Pietro e Paolo (Arese)
La chiesa dei Santi Pietro e Paolo è la parrocchiale di Arese, nella città metropolitana e arcidiocesi di Milano; fa parte del decanato di Bollate.

## Storia
La prima citazione di una chiesa ad Arese si ha da ricercare nel Liber Notitiae Sanctorum Mediolani, redatto da Goffredo da Bussero nel Basso Medioevo.

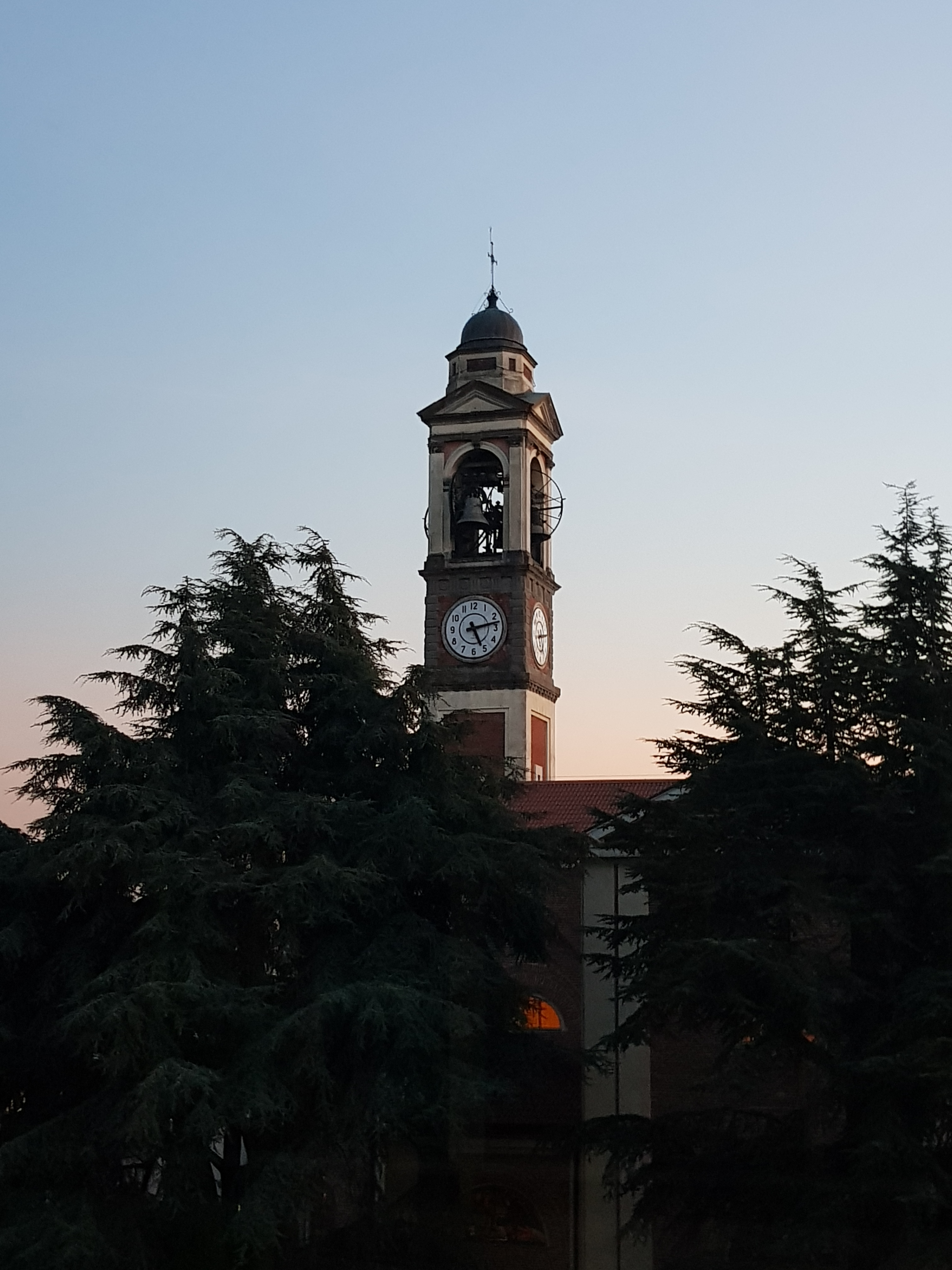
Il campanile

A partire dal Cinquecento e per tutto il secolo successivo la chiesa era attestata come inserita nella pieve foraniale di Trenno; all'inizio del Settecento la chiesa entrò a far parte della pieve foraniale di Bollate.
Dalla relazione della visita pastorale compiuta nel 1747 dell'arcivescovo di Milano Giuseppe Pozzobonelli s'apprende che i fedeli ammontavano a 600 e che la chiesa parrocchiale, nella quale aveva sede la confraternita del Santissimo Sacramento, aveva come filiali gli oratori di Sant'Anna, di San Francesco e di San Bernardino.
Nel 1779, invece, il numero dei parrocchiani risultava salito a 762.
Nel 1880 venne posta la prima pietra della nuova chiesa; l'edificio fu portato a compimento nel 1882 e nel 1887 venne eretto il campanile.
Nel 1895 l'arcivescovo Andrea Carlo Ferrari, compiendo la sua visita pastorale, annotò che i fedeli erano 2200, che nella parrocchiale, che alle sue dipendenze aveva quattro oratori, avevano sede la Pia unione del Santissimo Crocifisso e le confraternite del Santissimo Sacramento, del Terz'ordine di San Francesco, dei luigini, delle luigine e della Sacra Famiglia.

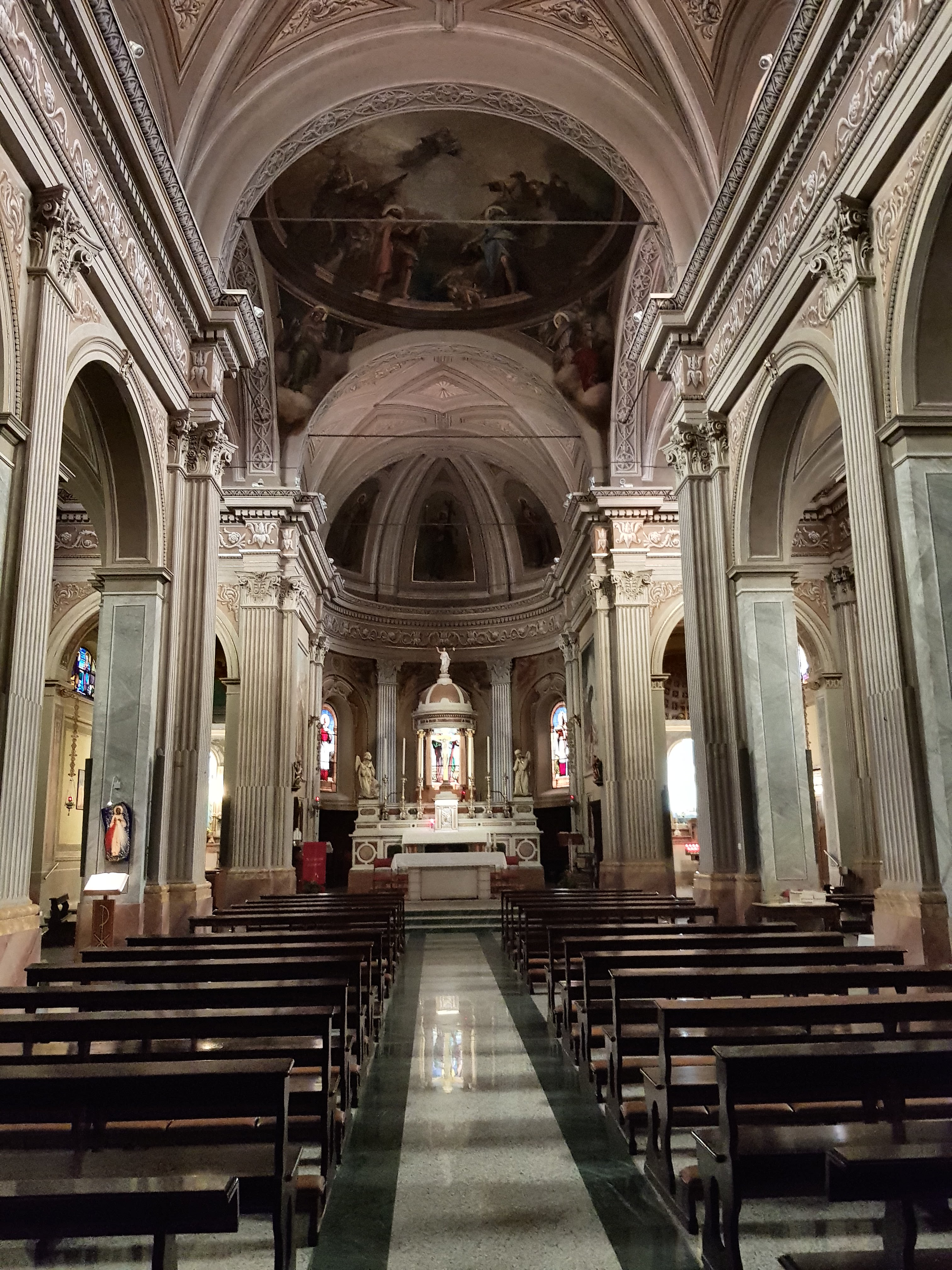
L'interno

Nel 1927 fu costruita la facciata, disegnata da Ugo Zanchetta, mentre nel 1931 l'interno venne decorato con fedeli affreschi eseguiti da Mario Grandi Chiodo.
Nel 2005 il pavimento subì un intervento di rifacimento e vennero restaurate le decorazioni.

## Descrizione

### Facciata
La facciata della chiesa, che è a salienti, presenta le ali laterali leggermente arretrate rispetto alla porzione centrale, che è spartita da delle lesene e da delle cornici in numerose specchiature; il portale maggiore, i lati del quale sono apposte due targhe che commemorano i Caduti, è sovrastato da una nicchia ospitante una statua, dall'iscrizione S.S. PETRO ET PAVLO DICATVM e dal timpano, mentre sopra i portali laterali sono collocati due riquadri decorati.

### Interno
L'interno è diviso in tre navate, che sono separate da dei pilastri a base rettangolare; le navate laterali presentano volte a botte, mentre quella centrale una volta a vela.
Il punto in cui l'aula incrocia il transetto è coperto da una cupola.
Opere di pregio qui conservate sono l'organo, costruito dal varesino Vittore Ermolli, il marmoreo altare maggiore, un pulpito intagliato e la raffigurazione della Beata Vergine del Carmelo, posta nella cupola.